# ヒエロニムス・ヴィルヘルム・エブナー・フォン・エッシェンバッハ

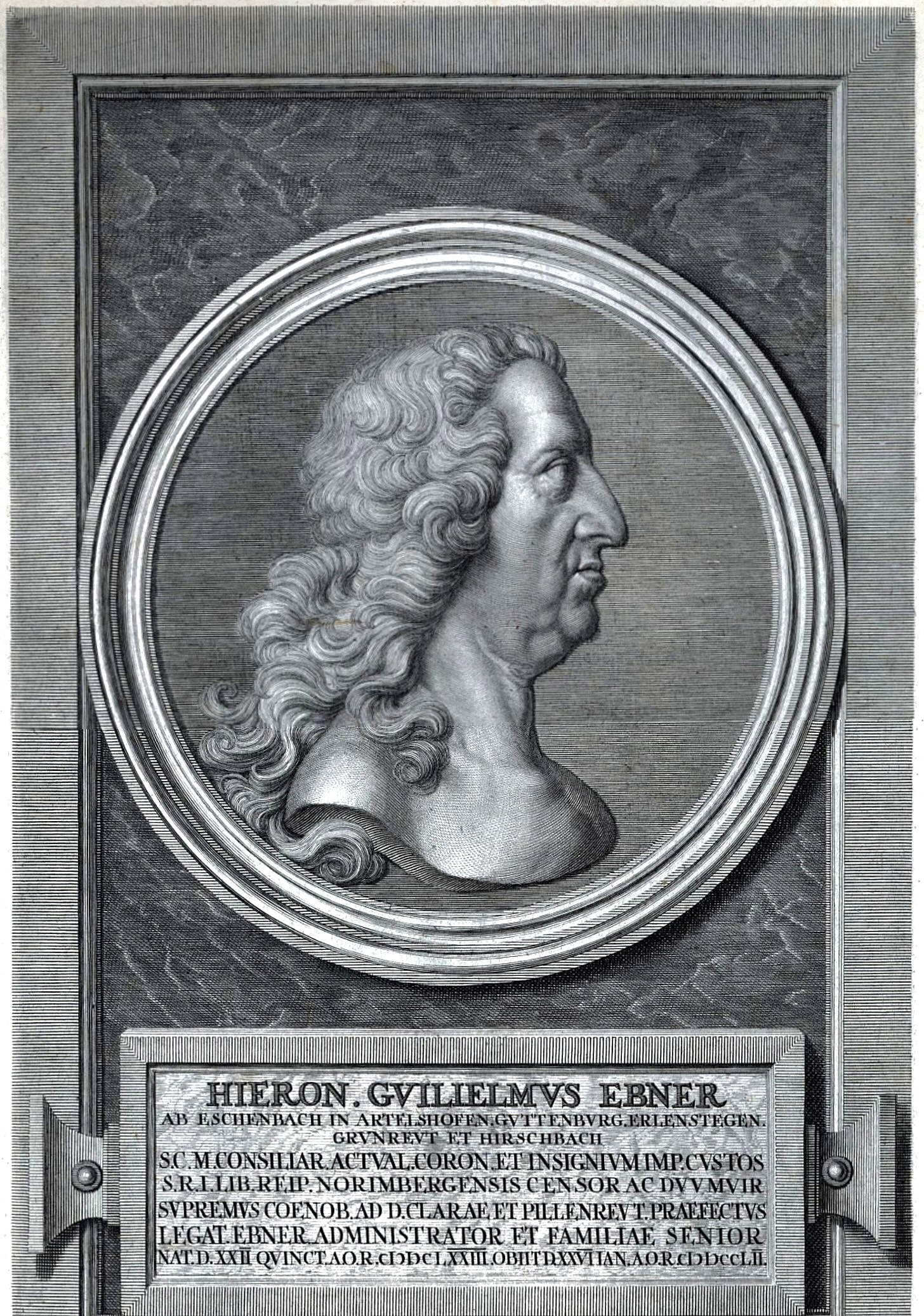
ヒエロニムス・ヴィルヘルム・エブナー・フォン・エッシェンバッハの肖像画

ヒエロニムス・ヴィルヘルム・エブナー・フォン・エッシェンバッハ（独: Hieronymus Wilhelm Ebner von Eschenbach、羅: Hieron Guilielmus Ebner ab Eschenbach; 1673年6月22日 - 1752年1月26日）は神聖ローマ帝国の外交官、歴史学者、文献学者。 1万8千冊以上の蔵書を保有した私設図書館「ビブリオテカ・エブネリアナ（羅: Bibliotheca Ebneriana）」を創始した。 彼はアルトドルフ大学を卒業した後、1700年から政治家としてのキャリアを準備し、様々な役職で働いて1708年ニュルンベルク市議会に任命された。 1718年にはニュルンベルクのすべての教育機関を監督する席に上がり、1744年に引退するまでこの職を維持した。 
「エブナー・フォン・エッシェンバッハ」が姓である。エブナー家は、自由帝国都市時代のニュルンベルクの最も古い貴族家の一つで、1234年に最初に言及された記録が伝えられる。14世紀以来、彼らはほとんど欠けずニュルンベルク市議会に参加し、16世紀から17世紀頃には「エッシェンバッハ」を家族の名前に追加した。